# Алеш Фебас
Алеш Фебас (ісп. Aleix Febas, нар. 2 лютого 1996, Лерида) — іспанський футболіст, півзахисник клубу «Ельче».

## Клубна кар'єра
Народився 2 лютого 1996 року в місті Лерида. Вихованець юнацьких команд низки футбольних клубів, з 2009 року перейшов до кантери мадридського «Реала».
У дорослому футболі дебютував 2014 року виступами за команду «Реал Мадрид C», а з наступного року почав грати за «Реал Мадрид Кастілья». Так і не отрмавши шансу дебютувати за основну команду «королівського клубу», 2017 року був відданий в оренду до клубу «Реал Сарагоса», а за рік — до «Альбасете».
2019 року уклав повноцінний контракт з «Мальоркою».

## Виступи за збірні
2012 року дебютував у складі юнацької збірної Іспанії (U-16), загалом на юнацькому рівні взяв участь у 12 іграх.